# Future Film Festival
Il Future Film Festival è uno dei principali festival cinematografici italiani, di portata internazionale, dedicati all'animazione tradizionale e digitale e agli effetti speciali.

## Descrizione
La manifestazione, che registra la partecipazione di noti esperti italiani e internazionali del settore cinema d'animazione, vfx, effetti visivi, gaming, AR VR 360 e cross-media, è nata nel 1999 e si è tenuta a Bologna tutti gli anni, fino al 2010 in gennaio e dal 2011 al 2018 in primavera, mentre dal 2021 ad oggi il Festival si svolge sia a Bologna che a Modena, nel 2021 a dicembre e nel 2022 a settembre. Nel 2023 il Festival si è svolto al DumBo, Bologna, dove si sono tenuti incontri, proiezioni, masterclass e workshop. Il programma a Modena invece si è svolto tra il Cinema Astra e Laboratorio Aperto. In passato gli incontri e le proiezioni si svolgevano in uno o più cinema del centro cittadino mentre il "Future Village" (ufficio accrediti, ufficio stampa, laboratori, conferenze stampa e area relax) è stato situato presso Palazzo Re Enzo in piazza del Nettuno e in Piazzetta Pasolini.
Ogni anno il festival offre due generi di appuntamenti. Una serie di incontri e tavole rotonde - aperte al pubblico - tra registi, direttori artistici e creativi, per discutere, vedere e analizzare le loro opere e le tecniche scelte per realizzarle. Nel corso di questi incontri è spesso possibile osservare anche documentari dedicati al backstage e al making of delle opere presentate. Dal 2018 il Festival propone attività per due pubblici distinti: da un lato appassionati e curiosi, per i quali c'è un fitto programma di incontri e screenings, e dall'altro un pubblico di professionisti con una vera e propria sezione Industry che propone pitch, area recruiting, workshop e masterclass.
D'altra parte il FFF è una festival internazionale cinematografico dove il pubblico ha la possibilità di vedere in anteprima diverse pellicole d'animazione (e non) di autori di tutto il mondo. "Dove l'animazione incontra l'innovazione",  come recita lo slogan del Future Film Festival, con un'ampia serie di retrospettive di storia dell'animazione e della fantascienza, con incontri sull'applicazione delle nuove tecnologie in altri campi, come il web e videogiochi. Nel 2005 è stato indetto anche un concorso dedicato al cosplay.
Il Future Film Festival ospita inoltre la competizione dedicata ai cortometraggi, e dal 2007 il Premio per il miglior lungometraggio in concorso.  
Dal 2009 al 2011 parte della programmazione del FFF è stata dedicata al 3D DAY, appuntamento nato con l'obiettivo di fare il punto sulla tecnologia stereoscopica in Italia e nel resto del mondo attraverso incontri e una serie di proiezioni in 3D.
Dal 2016 parte della programmazione è dedicata al gaming, alla VR e AR con un concorso dedicato.

## Storia
Il progetto del festival è nato nel 1998 dal successo di una retrospettiva su James Cameron, promossa dalla rivista cinematografica Voci Off e dal Cinema Lumière e curata dai critici cinematografici Andrea Romeo e Mauro Tinti. La prima edizione, diretta dal giornalista Andrea Romeo, dal direttore del Cinema Lumière Andrea Morini e dall'illustratrice, scrittrice e critica d'arte Giulietta Fara ha luogo nel gennaio 1999 (23-26 gennaio) presso il Cinema Lumière della Cineteca di Bologna.
Dal 2000 al 2002 la manifestazione è stata diretta da Giulietta Fara e Andrea Romeo. Dal 2003 al 2018 i direttori del Future Film Festival sono stati Giulietta Fara e il giornalista Oscar Cosulich. Dal 2021 la manifestazione è diretta da Giulietta Fara.
Da rilevare come l'Associazione Amici del Future Film Festival, fondata nel 2001, si sia negli anni impegnata nello sviluppo di un progetto culturale di più ampio respiro per cercare di promuovere l'impiego della creatività giovanile nel campo dell'animazione e dell'utilizzo del digitale in Italia attraverso l'ideazione e l'organizzazione di manifestazioni e concorsi quali Movi&Co., Enel Digital Contest, You Blue Viral Contest, Projects Award.
Il Future Film Festival è dal 2021 promosso anche da Rete Doc e Doc Servizi, che si sono impegnate nel proseguire questo importante Festival, contando sul supporto della Film Commission della Regione  Emilia-Romagna e dei Comuni di Bologna e Modena.
Il Future Film Festival è anche tra i membri fondatori della Regione Animata, network di aziende, festival e autori della Regione Emilia-Romagna e sostenuto dalla Regione ER e dalla Film Commission della Regione stessa. Il Future Film Festival è anche membro di AFIC Associazione Festival Cinematografici Italiani